# Renault Latitude
El Renault Latitude es un automóvil de turismo de lujo del segmento E producido por el fabricante francés de automóviles Renault entre 2011 y 2015. Emplea la plataforma común Renault-Nissan E (proyecto L43). Se comercializa según el mercado como Renault Latitude/Safrane o Samsung SM5. Este vehículo es el reemplazo del Renault Vel Satis. Tiene una longitud de 4,89 metros y una anchura de 1,83 metros, con una distancia entre ejes de 2,76 metros. La capacidad del maletero es de 477 litros.

## Producción
Fue presentado por primera vez en el Salón Internacional del Automóvil de Moscú, a finales de agosto de 2010, y sacado al mercado en la primavera de ese mismo año en Europa. En Argentina se comenzó a comerciar en abril de 2011. Este vehículo es producido en la fábrica que Renault posee en Busan Corea del Sur y exportado a múltiples países. Tras un ligero rediseño del frontal y luces posteriores, finalmente deja de producirse en 2015

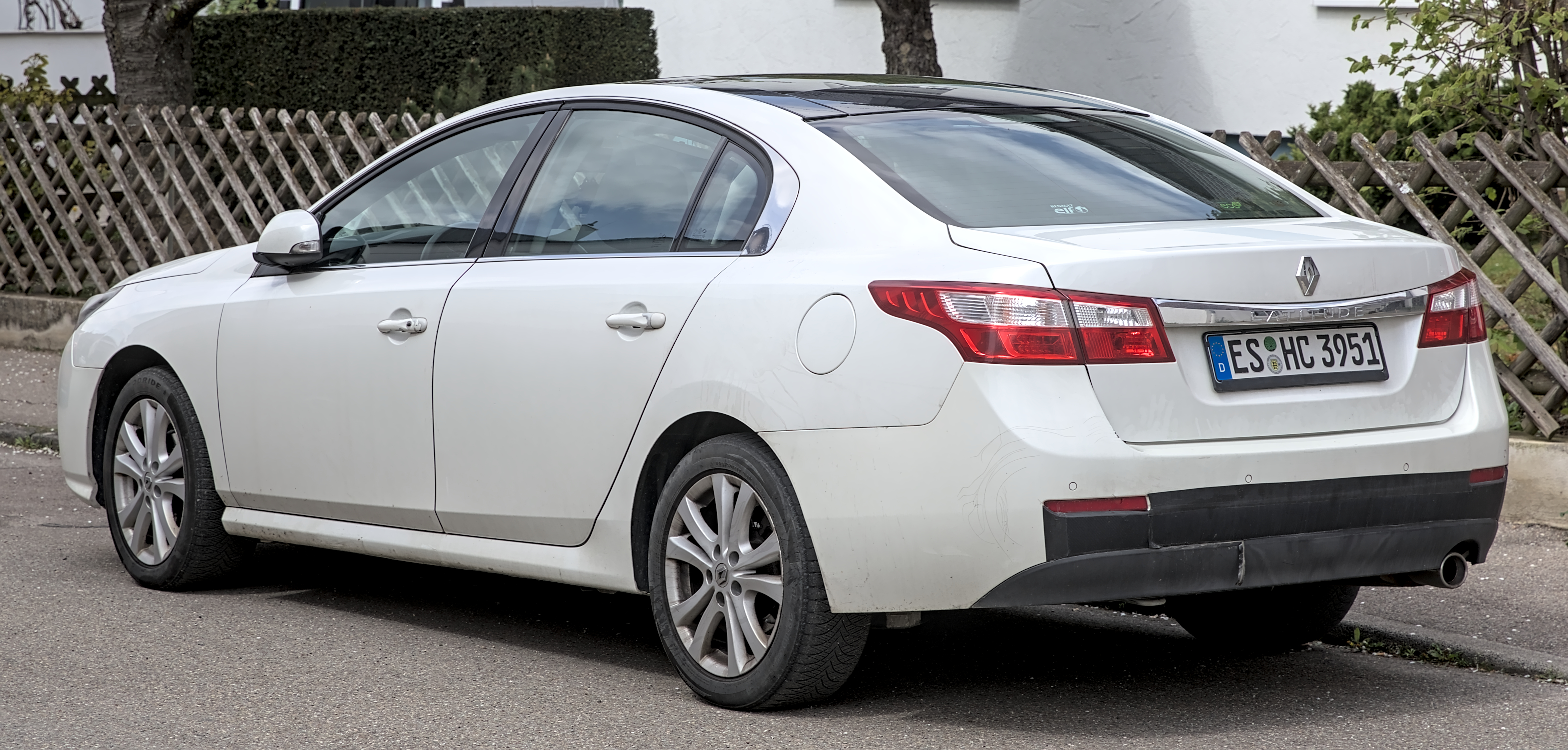
Renault Latitude (parte trasera)
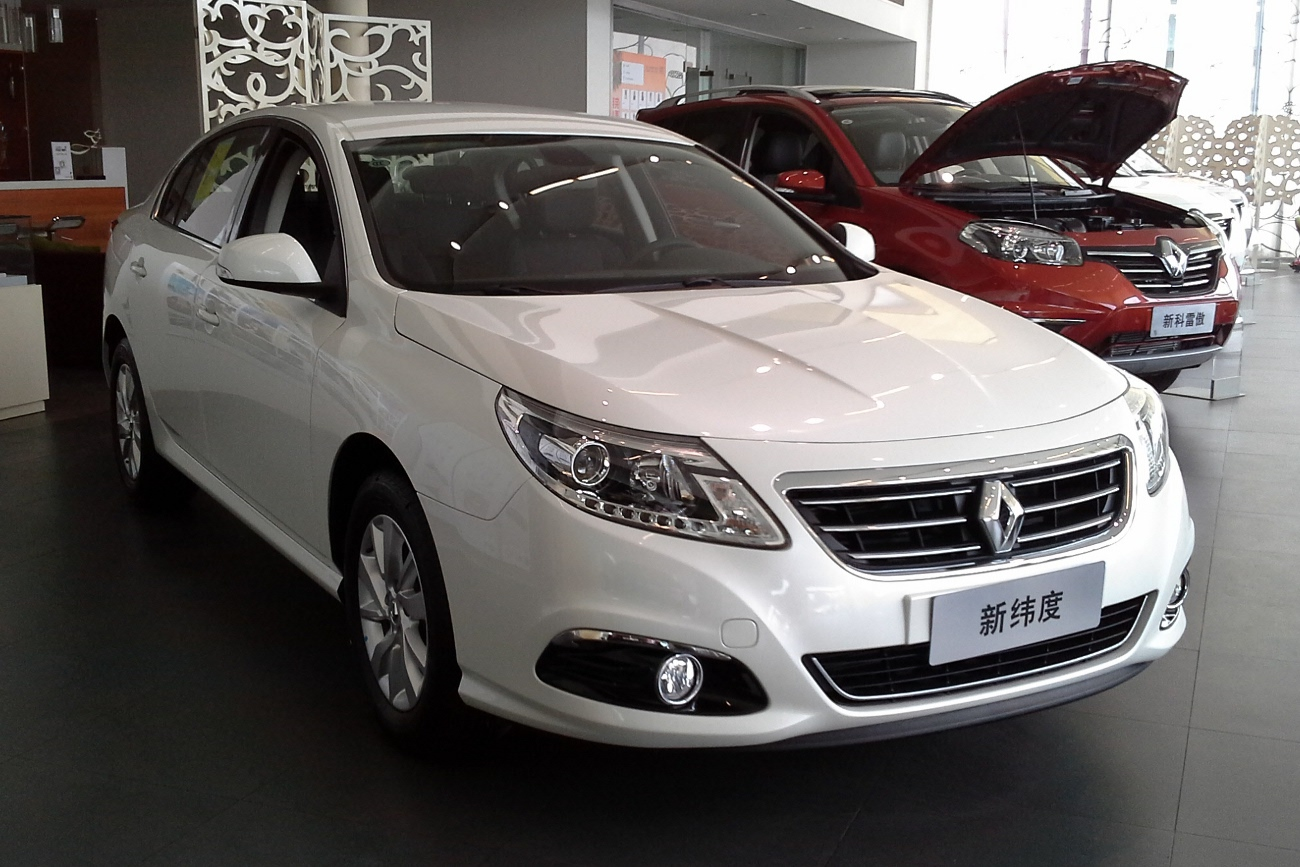
Renault Latitude reestilizado (2014)
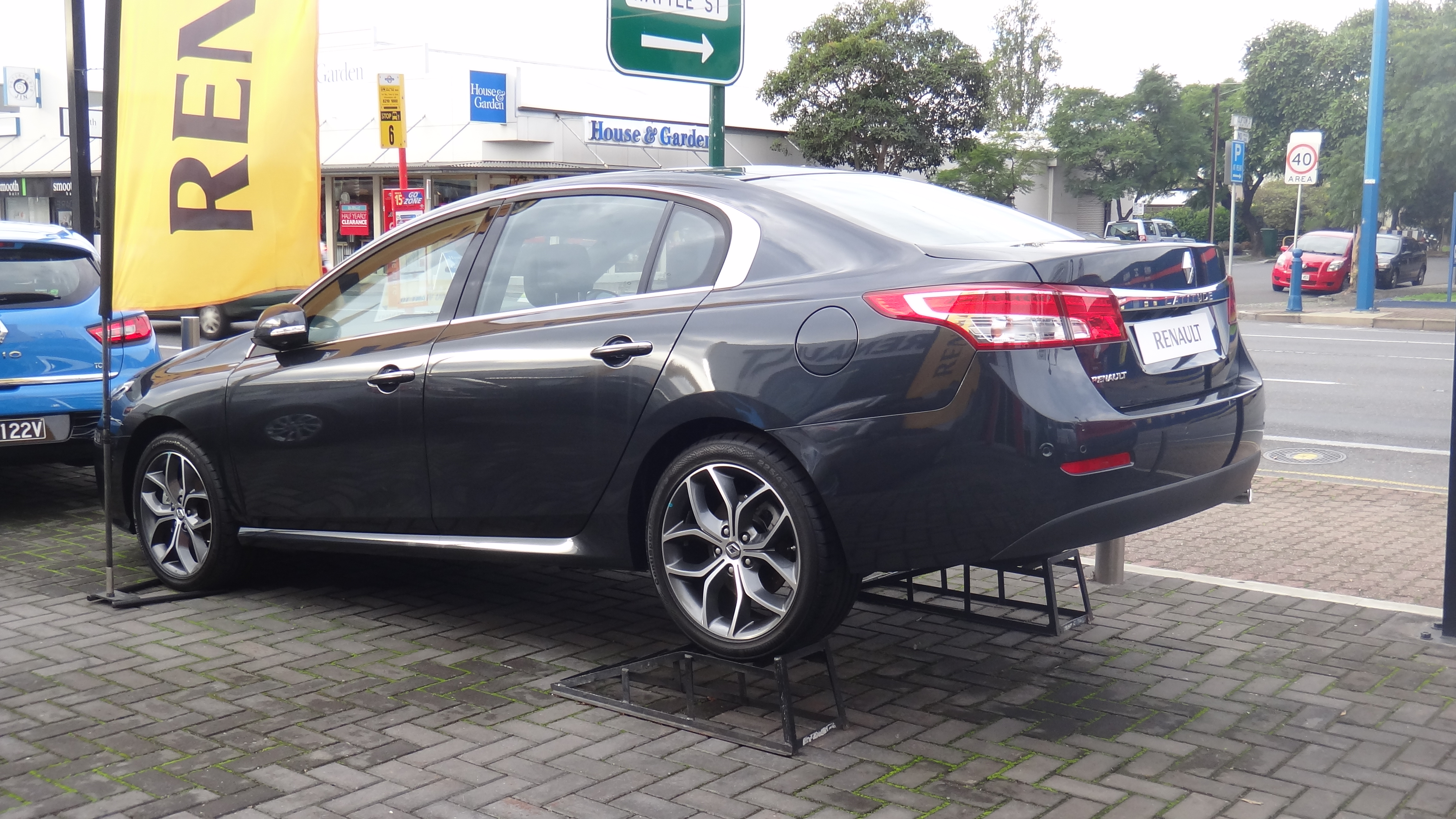
Renault Latitude reestilizado (2014)

## Motorizaciones
El Latitude está disponible con los siguientes motores: dos de gasolina: (M4R) 2.0L 4 cilindros en línea 16 válvulas y de 143 CV; un 2.5L 6 cilindros en V con 24 válvulas y 180 CV y tres diésel: 2.0L dCi de 150, 175 y un 3.0L dCi V6 de 241 CV.
La caja de cambios es manual de seis velocidades en las versiones de gasolina de 140 CV y diésel de 150, 175 CV. La caja de cambios de la versión diésel de 241 CV y gasolina 2.5L V6 es automática de seis velocidades.
| Periodo                        | 2010-2015              | 2010-2015              | 2010-2015                 | 2010-2015                                                                          | 2010-2015                                                                          | 2010-2015                                                                          |           |           |           |           |
| Tipo de motor                  | L4 16v                 | V6 24v                 | V6 24v                    | L4 16v, diésel, inyección directa, common-rail, turbo, Filtro antipartículas (FAP) | L4 16v, diésel, inyección directa, common-rail, turbo, Filtro antipartículas (FAP) | V6 24v, diésel, inyección directa, common-rail, turbo, Filtro antipartículas (FAP) |           |           |           |           |
| Identificación del motor       | M4R                    | VQ25DE                 | V4Y                       | M9R                                                                                | M9R                                                                                | V9X                                                                                |           |           |           |           |
| Diámetro x carrera             | 84.0 mm x 90.1 mm      | 85.0 mm x 73.3 mm      | 95.5 mm x 81.4 mm         | 84.0 mm x 90.0 mm                                                                  | 84.0 mm x 90.0 mm                                                                  | 87.5 mm x 82.0 mm                                                                  |           |           |           |           |
| Cilindrada                     | 1997 cm³               | 2495 cm³               | 3498 cm³                  | 1995 cm³                                                                           | 1995 cm³                                                                           | 2993 cm³                                                                           |           |           |           |           |
| Relación de compresión         | 10.2:1                 | 10.3: 1                | 10.3: 1                   | 15.5: 1                                                                            | 15.5: 1                                                                            | 18.5: 1                                                                            |           |           |           |           |
| Potencia máxima: CV (kW) @ rpm | 143 CV (103 kW) @ 6000 | 180 CV (133 kW) @ 6000 | 241 CV (177 kW) @ 6000    | 150 CV (110 kW) @ 4000                                                             | 175 CV (127 kW) @ 4000                                                             | 240 CV (177 kW) @ 3750                                                             |           |           |           |           |
| Par máximo: Nm @ rpm           | 195 Nm @ 3750          | 235 Nm @ 4400          | 330 Nm @ 3600             | 340 Nm @ 2000                                                                      | 380 Nm @ 2000                                                                      | 450 Nm @ 1500                                                                      |           |           |           |           |
| Tracción                       | Delantera              | Delantera              | Delantera                 | Delantera                                                                          | Delantera                                                                          | Delantera                                                                          | Delantera | Delantera | Delantera | Delantera |
| Transmisión                    | Manual, 6 velocidades  | Manual, 6 velocidades  | Automática, 6 velocidades | Manual, 6 velocidades / Automática, 6 velocidades                                  | Manual, 6 velocidades / Automática, 6 velocidades                                  | Automática, 6 velocidades                                                          |           |           |           |           |
| Peso                           | 1500 kg                | -                      | -                         | 1610 kg                                                                            | 1610 kg                                                                            | 1730 kg                                                                            |           |           |           |           |
| Aceleración 0–100 km/h         | 10.7 s                 | 9.3 s                  | 6.4 s                     | 10.3 s                                                                             | 9.2 s                                                                              | 7.6 s                                                                              |           |           |           |           |
| Velocidad máxima               | 205 km/h               | 210 km/h               | 234 km/h                  | 210 km/h                                                                           | 220 km/h                                                                           | 235 km/h                                                                           |           |           |           |           |
| Consumo combinado (L/100 km)   | 7.9                    | 9.7                    | 10.5                      | 5.3                                                                                | 5.5                                                                                | 7.2                                                                                |           |           |           |           |

## Seguridad
El Latitude ofrece como máximo equipamiento de seguridad:
Como seguridad pasiva: Seis airbags (2 frontales, 2 laterales y 2 de cortina), cinturones inerciales delanteros con pretensor y limitador de esfuerzo, 3 traseros inerciales, 5 apoyacabezas regulables, barras laterales de protección, sujeción trasera para asientos de niños del tipo Isofix.
Como seguridad activa: Frenos de disco delanteros y traseros, ABS con EBD (reparto electrónico de frenada) y asistencia a la frenada de urgencia con encendido automático de intermitentes, control de tracción y de estabilidad, cierre automático de puertas en marcha, proyectores delanteros con lupa e iluminación por faros de xenón y lavafaros, freno de estacionamiento eléctrico.

## Festival de Cannes
Desde 1983 como socio oficial, Renault transporta a las estrellas internacionales en el Festival de Cine de Cannes. Después del Renault 25, el Safrane y el Vel Satis, a partir de 2011 una flota de Renault Latitude realizó esta prestigiosa tarea.